# Gut Kuhla
Das Gut Kuhla ist ein ehemaliges Rittergut und eine abgegangene Burganlage am Nordwestrand von Kuhla in der Gemeinde Himmelpforten im niedersächsischen Landkreis Stade.
Die Herren von Selsingen nahmen nach der Zerstörung ihres Stammsitzes am Ende des 13. Jahrhunderts ihren neuen Wohnsitz in Kuhla und benannten sich daraufhin nach dieser Burg. 1325 ließ  Nikolaus von Kesselhut, Bischof von Verden, als Generalvikar des Bremer Erzbischofs Jens Grand die Burg Kuhla offensichtlich wegen eines Verstoßes gegen den Landfrieden niederreißen. 1380 wird ein Nikolaus von der Kuhla auf dem Schloss Kuhla erwähnt. Wann das Schloss wieder zu einem einfachen Gut geworden ist, ist nicht überliefert. Bis 1702 wird die Anlage in den Händen der Familie Kuhla weitervererbt. Danach wechselten die Besitzer häufig. Das heutige Gutshaus, ein einstöckiger Backsteinbau mit Krüppelwalmdach, stammt aus dem Jahr 1850. Der Burgbereich ist gegenüber der Umgebung leicht erhöht, ansonsten sind keine Reste mehr von ihr vorhanden.